# كيلي كيلي
باربرا «باربي» بلانك كوبا (ولدت باربرا جين بلانك ؛ 15 يناير 1987)  هي عارضة أزياء أمريكية وممثلة وشخصية تلفزيونية واقعية ومصارعة محترفة، اشتهرت باسمها المستعار كيلي كيلي .
تتمتع بلانك بخلفية في الجمباز والتشجيع، وعملت كعارضة أزياء في Venus Swimwear و Hawaiian Tropic . وقعت بلانك عقدًا مع WWE عام 2006، وبعد التدريب في أوهايو فالي ريسلنغ، ظهرت لأول مرة على قسم ECW في يونيو 2006 باسم «كيلي كيلي». ظهرت بشكل أساسي في دور غير مصارعة، وكانت عضوًا في Extreme Exposé (التعري المتطرف) مع ليلى وبروك آدامز. ابتداءً من أواخر عام 2007، بدأت في المشاركة في المزيد من مباريات المصارعة، ولم تنجح في تحدياتها على بطولة الديفاز وبطولة WWE للسيدات في محاولات متعددة. في يونيو 2011، فازت ببطولة الديفاز، واستمر حملها للقب لمدة أربعة أشهر. غادرت WWE في عام 2012، لكنها عادت منذ ذلك الحين للظهور في بعض الأحيان. في عرض Raw Reunion الخاص في 22 يوليو 2019، قامت بتثبيت جيرالد بريسكو للفوز ببطولة WWE 24/7، لتصبح أول امرأة تفوز باللقب. مما يجعلها بطلة مرتين في WWE.
ظهرت بلانك أيضًا في عدد من البرامج التلفزيونية، وكانت عضوًا رئيسيًا في برنامج تلفزيون الواقع WAGS . قدمت أول دور تمثيلي لها في فيلم Disturbing the Peace الذي صدر في 17 يناير 2020.
ولدت باربرا جين بلانك في 15 يناير 1987 في جاكسونفيل بولاية فلوريدا لأب يهودي وأم مسيحية. كانت من محبي المصارعة المحترفة عندما كانت طفلة، وتستشهد بستون كولد ستيف أوستن كمصارعها المفضل. أثناء نشأتها، شاركت في الجمباز لمدة عشر سنوات، قبل أن تضطر إلى تركها بسبب الإصابة. ثم التحقت في وقت لاحق في التشجيع. التحقت بالمدرسة المسيحية بالجامعة وتخرجت من مدرسة إنجلوود الثانوية. ثم التحقت بكلية فلوريدا المجتمعية في جاكسونفيل، حيث درست الصحافة الإذاعية، على أمل أن تصبح مذيعة تلفزيونية. كانت أيضًا عارضة أزياء بيكيني في Hawaiian Tropic و Venus Swimwear قبل أن تدخل مصارعة المحترفين.

## مسيرة المصارعة المحترفة

### المصارعة العالمية الترفيهية

#### فترة تطوير المهارات (2006-2007)
في عام 2006، أثناء العمل كعارضة أزياء، شوهدت بلانك من قبل مسؤول المصارعة العالمية (WWE) جون لورينايتس، الذي كان مهتمًا بتوقيعها على عقد. اتصلت WWE بوكالة عرض الأزياء الخاصة بها ودعتها إلى منطقة التطوير الخاصة بهم، أوهايو فالي ريسلنغ (OVW)، للتجربة. على الرغم من عدم وجود خبرة مصارعة سابقة لها، فقد عُرض عليها عقد وقعته في مايو 2006. حتى بعد استدعائها إلى القائمة الرئيسية، واصلت الطيران ذهابًا وإيابًا إلى مدينة لويزفيل ، كنتاكي، وهي مدينة تابعة لشركة OVW ، مرة واحدة في الأسبوع لحضور عروض العمل؛ أولاً كمذيعة حلبة وحكم، ثم كمصارعة. جرت إحدى مبارياتها الأولى في المباريات المسجلة تلفزيونياً في 6 سبتمبر حيث شاركت في مباراة باتل رويال للسيدات فازت بها ODB . في أواخر عام 2007، ظهرت أيضًا في بطولة فلوريدا للمصارعة، منطقة التطوير الجديدة لـ WWE.

#### ECW والتعري المتطرف(2006-2008)

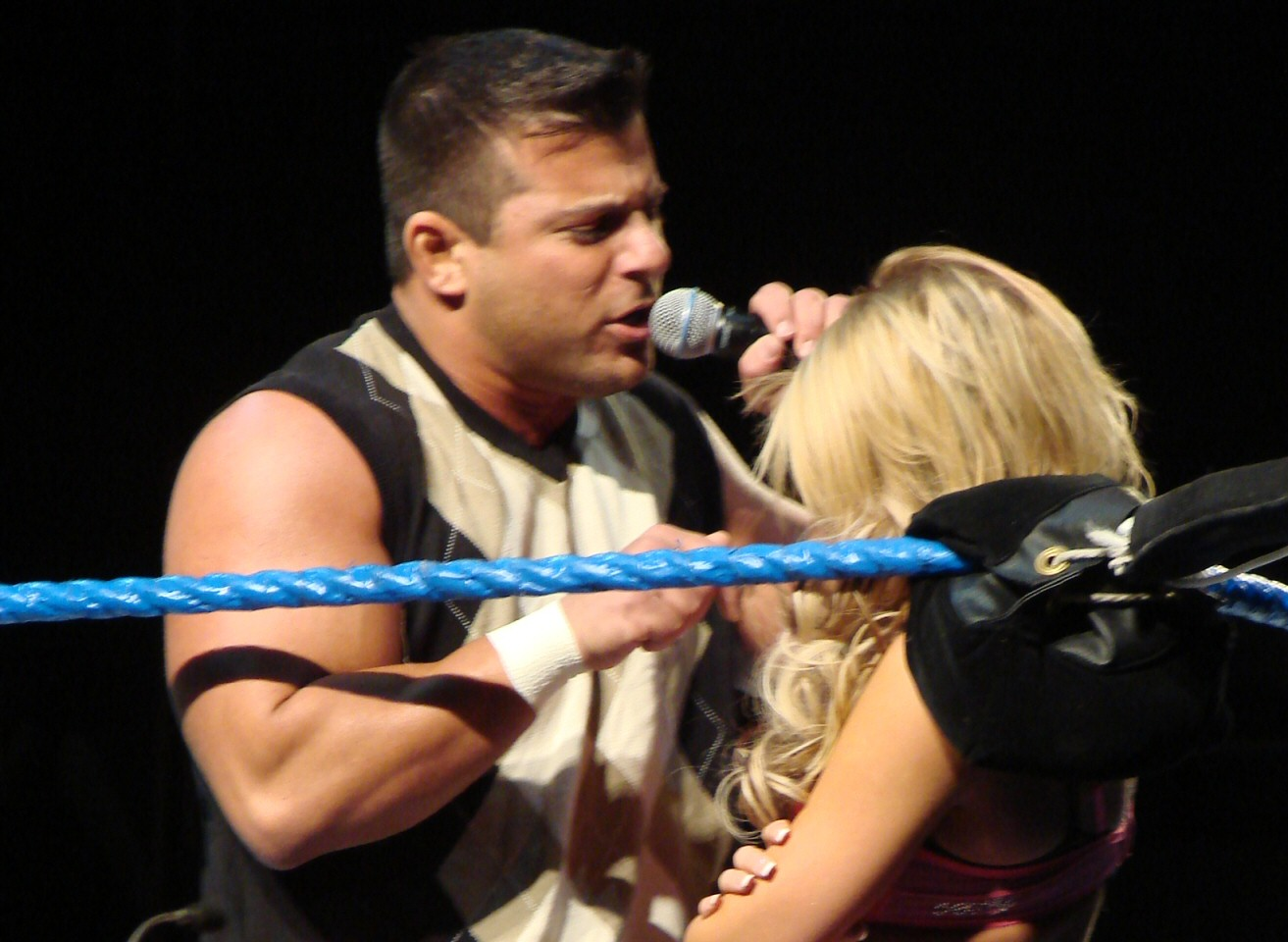
مات سترايكر (يسار) يتحدث إلى بلانك في حدث مباشر في ECW.

ظهرت بلانك في قسم ECW باسم كيلي كيلي. في الأصل، كان من المقرر تسميتها «كيلي» فقط، ولكن تم توسيع اسمها المستعار إلى «كيلي كيلي» من قبل الرئيس التنفيذي لشركة WWE فينس ماكماهون. ظهرت لأول مرة في الحلقة الأولى من البرنامج التلفزيوني الأسبوعي في 13 يونيو 2006، لتصبح أصغر ديفا (عضو أنثى) في قائمة WWE بعمر 19. تم تقديم شخصيتها، وهي استعراضية، تؤدي أداء تعري للجمهور. في الأسبوع التالي، أثناء أداء تعري آخر، قوطعت كيلي من قبل حبيبها على الشاشة، مايك نوكس، الذي صعد إلى المسرح وغطاها بمنشفة قبل أن يسحبها إلى الكواليس. أصبح تعرّيها مقطعًا أسبوعيًا يُعرف باسم Kelly's Exposé وعادةً ما يتبع نفس الروتين؛ كانت كيلي ترقص وتتجرد من ملابسها حتى أوقفها نوكس. بدأ نوكس في إجبار كيلي على مرافقته إلى جانب الحلبة حتى يتمكن من مراقبتها، مما يجعلها خادمته الفعلية . نتيجة لذلك، وجدت نفسها متورطة في الخلاف الذي نشأ بين فريق نوكس وشريكه تيست وفريق تومي دريمر وذا ساندمان. وشمل ذلك تعرضها للضرب عن غير قصد بعصا بواسطة ساندمان عندما استخدمها نوكس كدرع. لقد ظهرت لأول مرة في ECW كمُصارعة في حلقة 22 أغسطس كجزء من مباراة فريق مختلط مكونة من ستة أشخاص، حيث خسرت هي ونوكس وتيست أمام دريمر وسندمان وتوري ويلسون.

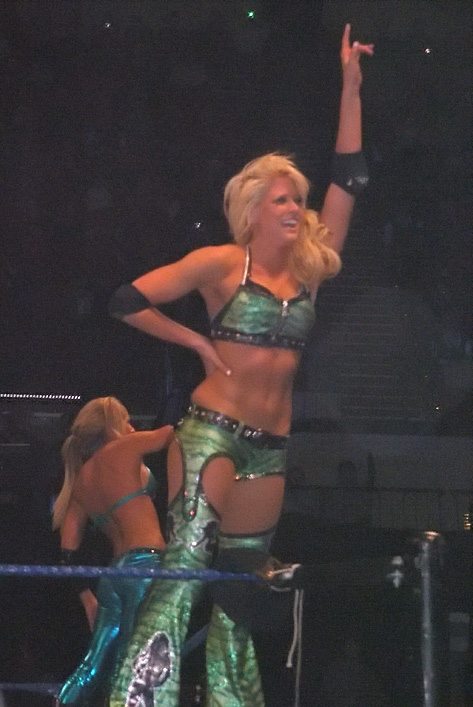
بلانك خلال عرض مغلق في يونيو 2008

تقدم كيلي ونوكس إلى قصة مع سي إم بانك في سبتمبر، حيث إزداد إعجاب كيلي بـ بانك، وكانت تتغازل معه وتشاهد مبارياته، مما جعل نوكس يشعر بالغيرة بشكل متزايد. أدى هذا إلى مباراة بين نوكس وبانك، حيث وقفت كيلي إلى جانب بانك. في عرض December to Dismember ، واجهت كيلي ونوكس كل من أرييل وكيفن ثورن في مباراة فرق مختلطة، رفض خلالها نوكس دخول الحلبة قبل مغادرته. في الحلقة التالية من ECW، هزمت كيلي ارييل بواسطة حركة رول-آب في أول مباراة فردية لها. بعد ذلك، شق نوكس طريقه إلى الحلبة بالورود، لكنه انتهى به الأمر إلى أداء حركته القاضية STO عليها، مما أدى إلى إنهاء علاقتهما وإصابتها بإصابة مخطوطة - وأدى إلى غيابها عن العروض التلفزيونية لمدة ستة أسابيع.
عادت في 16 كانون الثاني (يناير) 2007 لتعلن أنها عازبة حديثًا وتعيد Kelly's Exposé. في الأسبوع التالي، انضمت إلى ليلى وبروك لتشكيل Extreme Exposé. قام الثلاثي بأداء مقاطع رقص إسبوعية على ECW للأشهر العديدة القادمة. في 1 نوفمبر، تم إطلاق سراح بروك من عقدها مع WWE ، وتم تفكك Extreme Exposé كمجموعة. ترك هذا كيلي وليلى لدخول منافسة مستمرة مع أدوار مصارعة أكثر نشاطًا. في حلقة 29 أكتوبر من Raw ، فازت كيلي بمعركة ملكية (باتل رويال) لكسب مباراة ضد بطلة WWE للسيدات، بيث فينيكس. خسرت كيلي المباراة في الأسبوع التالي في عرض Raw. واصلت كيلي الخلاف مع ليلى، وكانا على طرفي نقيض من مباراة فريق مكونة من عشر سيدات في Survivor Series ، والتي فاز بها فريق كيلي. في أبريل 2008، كانت كيلي جزءًا من الفريق الخاسر في مباراة خمسة على خمسة في عرض Backlash.

#### قصص مختلفة ومطاردات البطولة (2008-2011)
في يوليو، تم نقل كيلي إلى قسم Raw وظهرت لأول مرة للقسم من خلال التعاون مع ميكي جيمس لهزيمة ليلى وجيليان هال. سرعان ما انخرطت في نزاع مع بيث فينيكس، وواجهتها في مناسبات متعددة في كل من مباريات فردية ومباريات الفرق مع مجموعة متنوعة من الشركاء، بما في ذلك ميكي جيمس وكانديس ميشيل. في سبتمبر، تحولت كيلي إلى عداء مع حليف فينيكس، جيليان هال. في عرض Survivor Series في نوفمبر، كان كيلي جزءًا من الفريق الفائز في مباراة إقصائية خمسة ضد خمسة. خلال المباراة، أقصت فيكتوريا، قبل أن تقصيها ماريس. في الشهر التالي في عرض Armageddon ، تعاونت كيلي مع ماريا وميشيل مكول وجيمس في محاولة للفوز ضد هال وماريس وفيكتوريا وناتاليا.

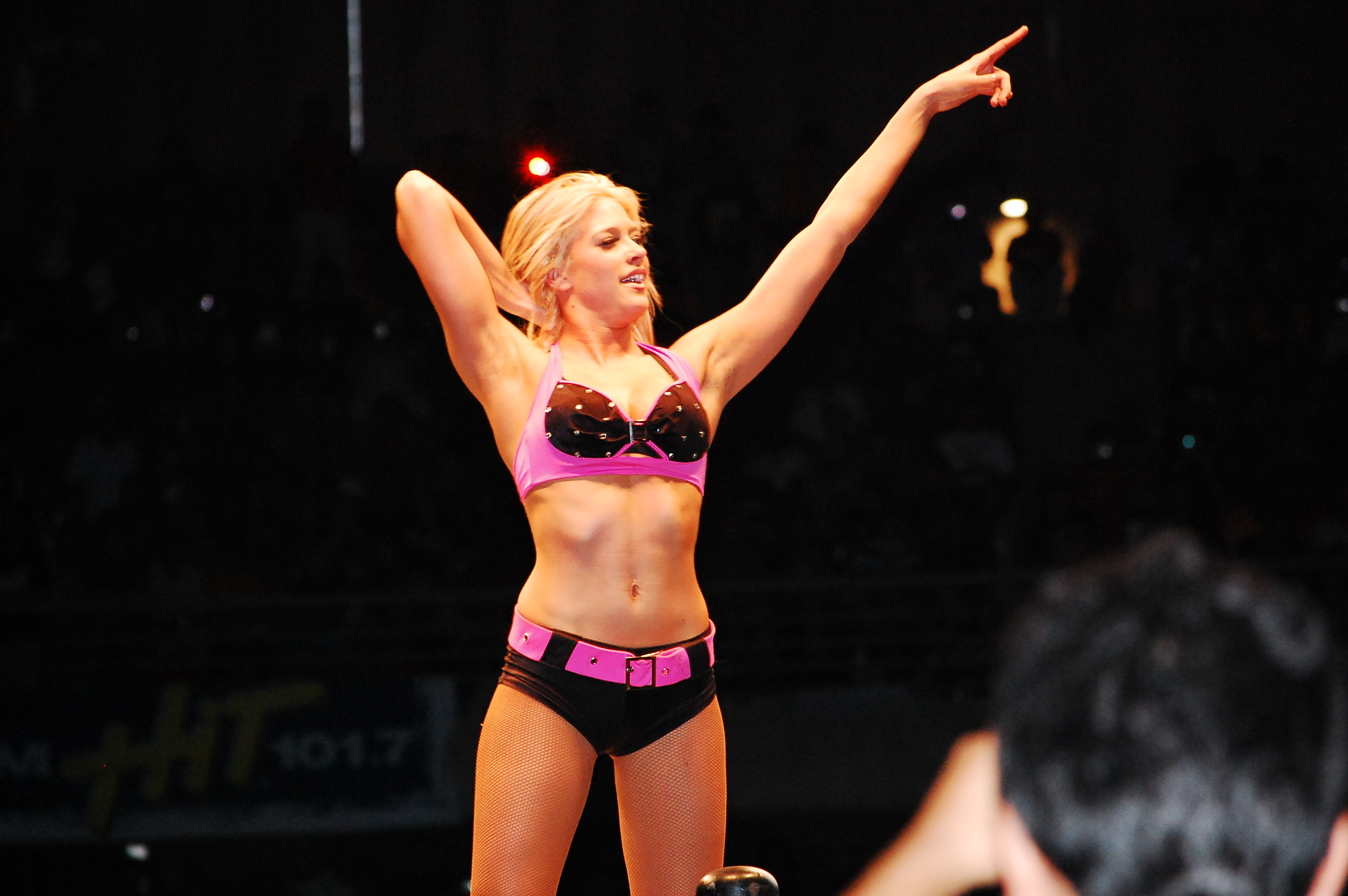
بلانك تشير إلى الجمهور في عام 2008

في حلقة 18 مايو من Raw ، فازت كيلي بمعركة ملكية لتصبح المنافس الأول على بطولة WWE Divas. في الأسبوع التالي، تحدت ماريس على البطولة وفازت عن طريق الاستبعاد، مع احتفاظ ماريس باللقب. خسرت كيلي مباراة الإعادة بعد ذلك بأسبوعين في 8 يونيو. في يونيو، شاركت في مباراة رباعية لتحديد المنافس الأول، لكن المباراة فازت بها جيمس. خلال الفترة المتبقية من منتصف عام 2009، تنافست كيلي دون جدوى في العديد من مباريات المنافس الأول.
في عرض Bragging Rights في أكتوبر، شكلت كيلي وجيل كيم وميلينا فريق Raw ، لكنه خسر أمام فريق SmackDown (فينيكس وناتاليا ومكول). في الشهر التالي في عرض Survivor Series ، شاركت كيلي في مباراة إقصائية خمسة ضد خمسة، والتي فاز بها فريقها. لقد أقصت ليلى قبل أن تقصيها فينيكس. في يناير 2010، شاركت كيلي في دوري لتحديد بطلة ديفاز جديدة، بعد أن أُجبرت ميلينا على إخلاء البطولة بسبب الإصابة. تم إقصائها من قبل أليسيا فوكس في الجولة الأولى. طوال أوائل عام 2010، شاركت كيلي في العديد من المقاطع وراء الكواليس مع ضيوف Raw . في WrestleMania XXVI ، تعاونت كيلي مع فينيكس وكيم وجيمس وإيف توريس في محاولة خاسرة لصالح مكول وليلى وماريس وفوكس وفيكي غيريرو. في الليلة التالية في عرض Raw ، تواجهت الفرق في مباراة إعادة بنتيجة معاكسة. في الأسبوع التالي، شاركت كيلي في مباراة معركة ملكية مكونة من 10 ديفاز تحت عنوان إلبس حتى تبهر (Dress To Impress)، لتحديد المنافس الأول لبطولة الديفاز التي تستحوذ عليه ماريس، ولكن فازت توريس بالمباراة.

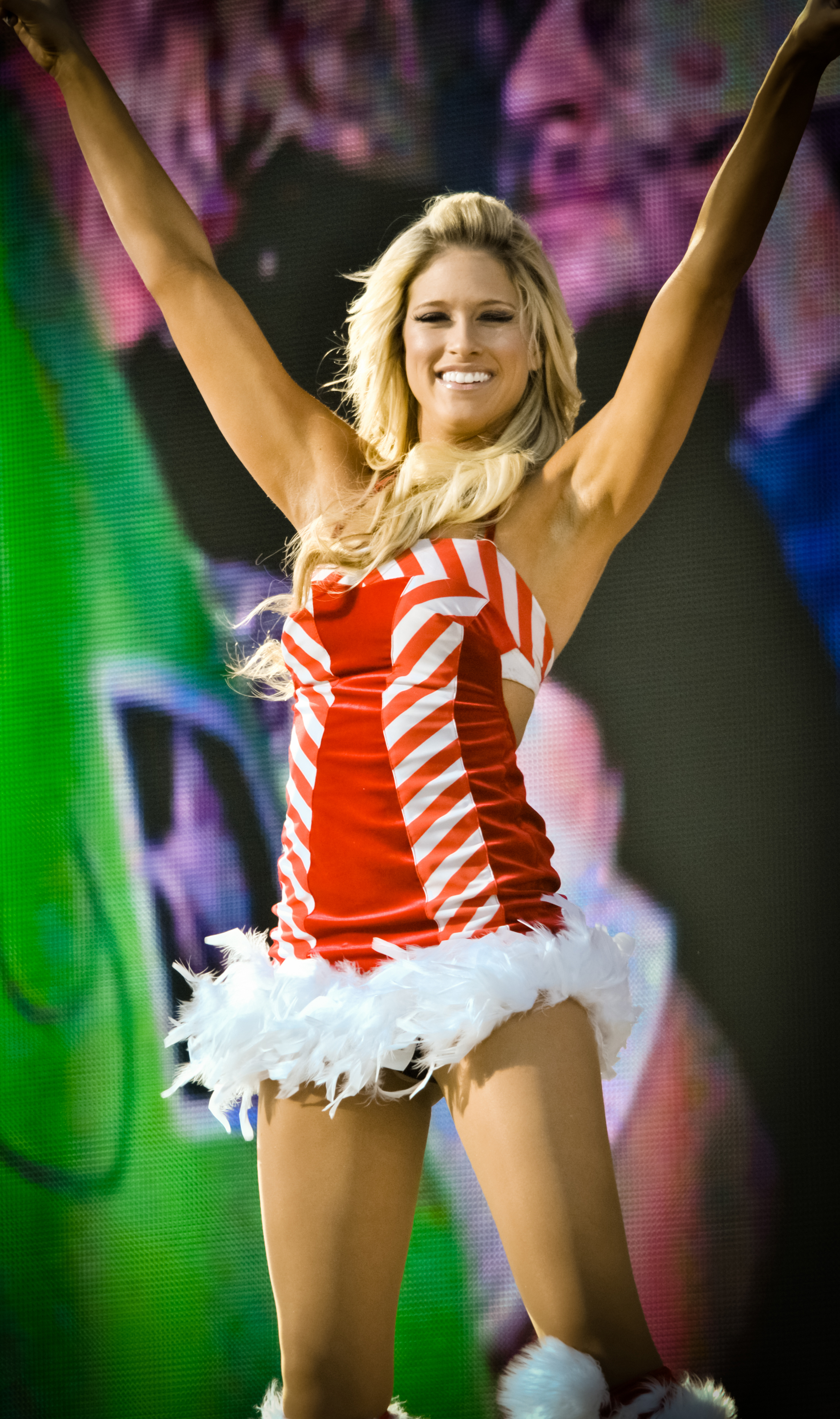
بلانك في عرض تحية للقوات 2010

خلال قرعة WWE لعام 2010 في 26 أبريل، تم نقل كيلي لقسم SmackDown ، مما جعلها أول مصارعة أنثى تم نقلها على شاشة التلفزيون. سرعان ما بدأت في الخلاف مع LayCool (ميشيل ماكول وليلى)، واكتسبت حليفًا في تيفاني. بعد هزيمة كل من ليلى ومكول في مباريات فردية، تلقت مباراة أخرى على بطولة WWE للسيدات في عرض Money in the Bank في يوليو، لكنها لم تنجح. في 31 أغسطس، أعلنت كيلي أنها ستكون مستشارة في الموسم الثالث من NXT ، مع نعومي بصفتها مبتدئتها. طوال النصف الثاني من عام 2010، واصلت كيلي الخلاف مع LayCool ، واكتسب حليفًا في ناتاليا في أكتوبر. في نوفمبر، مبتدئة كيلي في NXT نعومي، أختيرت في المركز الثاني للفائز، كايتلين خلال نهاية الموسم.
في 30 يناير 2011، في Royal Rumble ، منعت كيلي المديرة العامة بالنيابة فيكي غيريرو من التدخل في مباراة بطولة العالم للوزن الثقيل بين إيدج ودولف زيجلر. في مواجهة في عرض سماكداون التالي، كيلي وإيدج هزموا كل من ليلى، ميشيل مكول وزيجلر في مباراة إثنين ضد ثلاثة غير متكافئة للاحتفاظ ببطولة إيدج للوزن الثقيل العالمية مما جعل كيلي المصارعة الأنثى الوحيدة التي تصارع للحفاظ على البطولة العالمية. بعد ذلك، طردت غيريرو كيلي في السيناريو. في عرض غرفة الإقصاء (Elimination Chamber) في وقت لاحق من ذلك الشهر، تم تعيين كيلي من جديد من قبل المدير العام لـ SmackDown تيدي لونج، وكانت عودتها بمهاجمة Guerrero. تعرضت الاعتداء من LayCool ، التي أوقفتهما تريش ستراتوس بدورها. في الأسبوع التالي، في سماكداون، هزم كيلي وإيدج كل من غيريرو ودرو ماكنتاير في مباراة فرق مختلطة، مما تسبب في طرد غيريرو في القصة حسب شرط وضع قبل المباراة.

#### بطلة الديفاز (2011-2012)
في 26 أبريل، تمت إعادة نقل كيلي إلى قسم Raw كجزء من القرعة التكميلية لعام 2011، حيث تلقت دفعة وبدأت في الخلاف مع التوأم بيلا. في 22 مايو في عرض Over the Limit ، تحدت كيلي بري بيلا دون جدوى في بطولة WWE ديفاز. في الشهر التالي، في إصدار Power to the People (السلطة للشعب) الخاص من Raw في 20 يونيو، فازت كيلي بتصويت المعجبين لتحديد المنافس لبطولة Divas في تلك الليلة. واستمرت كيلي للفوز بأول بطولة WWE ديفاز بفوزها على بري بيلا. حصل فوزها لاحقًا على جائزة سلامي لأفضل لحظة في العام خاصة بالديفاز. في عرض Money in the Bank في يوليو، قدمت كيلي دفاعها الأول عن اللقب بفوزها على بيلا في مباراة الإعادة. في 1 أغسطس، ربحت فينيكس معركة ملكية لتصبح المنافس الأول لبطولة كيلي، وبعد ذلك هاجمت كيلي. دافعت كيلي عن بطولتها بنجاح ضد فينيكس في كل من SummerSlam وNight of Champions. خسرت كيلي البطولة أمام فينيكس في عرض Hell in a Cell في أكتوبر، منهية فترة حملها للقب الذي استغرق 104 أيام. في المباريات اللاحقة في كل من SmackDown وTables ، Ladders & Chairs ، فشلت كيلي في استعادة اللقب.

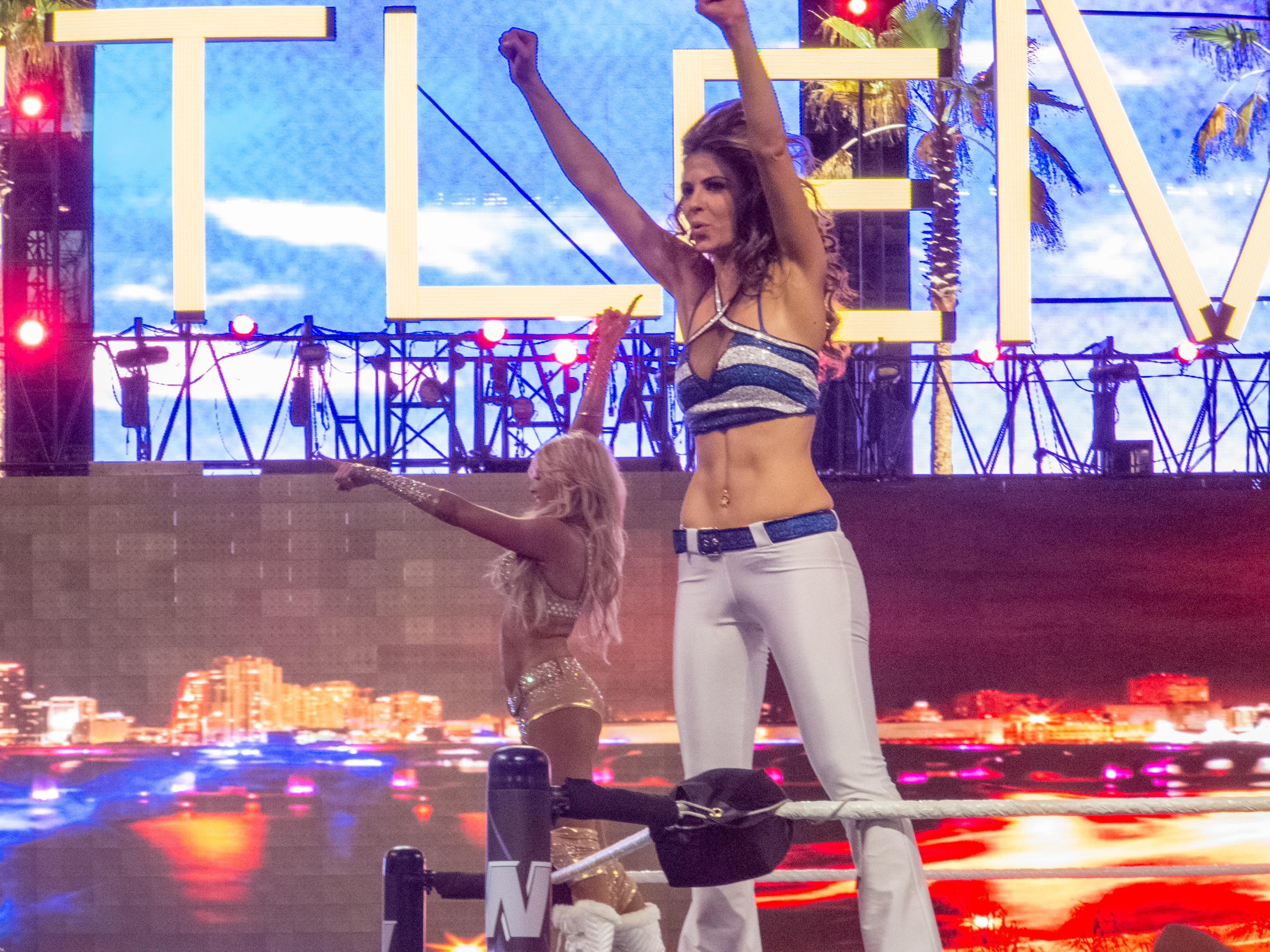
تحتفل بلانك (في الخلف) وماريا مينونوس (في المقدمة) بفوزهما في ريسلمانيا XXVIII

أمضت كيلي أوائل عام 2012 في المشاركة في العديد من مباريات الفرق المزدوجة. في WrestleMania XXVIII في أبريل، هزمت كيلي ومراسلة إكسترا ماريا مينونوس كل من بيث فينيكس وإيف في مباراة فرق. في يونيو، منحت WWE كيلي فترة راحة، وعادت إلى Raw في 6 أغسطس، وهزمت إيف. في 28 سبتمبر 2012، تم فسخ عقد بلانك مع WWE. في مقابلة في ديسمبر 2012، صرحت بلانك أنها بحاجة إلى إجازة للشفاء من إصابة في الرقبة، ولديها خطط لتصميم الأزياء.

### الحلبة المستقلة (2012، 2018)
تم تعيين بلانك للظهور في أول عرض مصارعة مستقل لها في ووتربري ، كونيتيكت في حدث نورث إيست ريسلنغ في 4 نوفمبر 2012، تلاه عرض مغلق في 5 نوفمبر، ولكن تم إلغاء ظهورها بسبب إعصار ساندي. ظهرت بلانك في النهاية لأول مرة في نورث إيست ريسلنغ في 4 ديسمبر. في House of Hardcore 43 في مايو 2018، ظهرت بلانك بشكل مفاجئ وساعد تشيلسي جرين على هزيمة باريدايز من خلال تعثر خادمتها، ريبيل، من ساحة الحلبة.

### ظهور متقطع في WWE (2017 إلى الوقت الحاضر)
عادت بلانك إلى WWE في 13 فبراير 2017، من خلال الظهور في مقابلة خلف الكواليس لموقع WWE الرسمي خلال Raw. ظهرت لاحقًا خلال عطلة نهاية الأسبوع في WrestleMania ، بما في ذلك حفل تعريف Hall of Fame ، وظهرت في حلقة من برنامج WWE Network الحصري لـ Tables for 3.
في 22 يناير 2018، ظهرت بلانك في عرض Raw 25 Years الخاص وتم تكريمها كواحدة من النساء التاريخيات في WWE. بعد بضعة أيام، في 28 يناير في حدث Royal Rumble ، تنافست بلانك في أول مباراة رويال رامبل للسيدات، حيث دخلت في الرقم 19، وتم إقصائها من قبل نايا جاكس. في أكتوبر 2018، شاركت بلانك في معركة ملكية في عرض إيفولوشن، أول عرض WWE خاص للنساء. تم إقصائها من قبل ماندي روز.
في 22 يوليو 2019، عادت بلانك خلال Raw Reunion ، حيث قامت بتثبيت جيرالد بريسكو خلف الكواليس لتصبح أول بطلة أنثى للقب WWE 24/7 . ثم خسرت كيلي اللقب أمام كانديس ميشيل، مع ميلينا كحكم. عادت إلى الحلبة مرة أخرى في 26 يناير 2020 حدث Royal Rumble ، حيث دخلت في المركز 21 قبل أن يتم إقصائها من قبل شارلوت فلير. ظهر بلانك في عرض Raw في الليلة التالية في 27 يناير 2020 في مقطع خلف الكواليس مع فريق Street Profits. في 22 نوفمبر، ظهرت كيلي على برنامج WWE's Watch Along من خلال مشاهدة وتسجيل عرض Survivor Series.

## الظهور الإعلامي والأدوار التمثيلية
ظهرت بلانك في ست ألعاب فيديو من WWE. لقد ظهرت لأول مرة في اللعبة في SmackDown vs. Raw 2008. تظهر بلانك أيضًا في SmackDown vs. Raw 2009 ،  SmackDown vs. Raw 2010 ،  SmackDown vs. Raw 2011 ،  WWE '12  و WWE '13.
في أبريل 2007، ظهرت بلانك مع أشلي ماسارو وليلى إل وبروك آدامز وتوري ويلسون وماريز أويليت في فيديو موسيقي لأغنية تيمبالاند "Throw It on Me "، والتي ظهرت فيها The Hives.
في 11 أبريل 2008، ظهر بلانك مع ميكي جيمس وميلينا بيريز وليلى إيل في حلقة من Celebrity Fit Club: Boot Camp كمدربين. بعد ستة أيام، ظهرت في دور "Soccerette" في برنامج كرة القدم البريطاني Soccer AM. ظهرت للمرة الثانية على Soccer AM في عام 2009. في 14 يونيو 2011، ظهىت كيلي و التوأم بيلا في حلقة من The Price Is Right. تم ترشيح بلانك كـ «بات كيكر المفضل» لجوائز اختيار الأطفال لعام 2012 .
في أغسطس 2007، شارك جميع أعضاء Extreme Exposé الثلاثة في جلسة تصوير لـ FHM Online. في عام 2011، احتلت بلانك المرتبة 82 في مجلة ماكسيم كأجمل امرأة لعام 2011، كونها أول امرأة من WWE تظهر على غلاف مجلة ماكسيم.  ظهرت بلانك لاحقًا على الغلافين الأمامي والخلفي لـ Maxim في ديسمبر 2011. في عام 2012، احتلت بلانك رقم 38 في مكسيم لأجمل 100 امرأة.
كانت بلانك أحد أعضاء فريق E! في المسلسل التلفزيوني الواقعي WAGS ، الذي بدأ بثه في أغسطس 2015 ويقدم نظرة على الحياة الشخصية لزوجات وصديقات الرياضيين. تم إلغاء العرض في عام 2018.
ظهرت بلانك لأول مرة في التمثيل في 30 يناير 2017، حلقة أيام حياتنا ، حيث ظهرت في مشهد كنادلة تقدم معلومات لأحد الشخصيات الرئيسية في العرض. جاء ظهورها لأول مرة في فيلم Disturbing the Peace لعام 2020، بدور أماندا.
في 16 أغسطس 2020، كشفت بلانك عن قناتها الجديدة على يوتيوب والتي تعرض مدونات فيديو عن حياتها اليومية.
| أغنية مصورة | أغنية مصورة                          | أغنية مصورة       | أغنية مصورة                     |
| سنة         | العنوان                              | دور               | ملاحظات                         |
| ----------- | ------------------------------------ | ----------------- | ------------------------------- |
| 2007        | ارميها علي Throw it on Me            | نفسها             | أغنية مصورة                     |
| فيلم        |                                      |                   |                                 |
| سنة         | العنوان                              | دور               | ملاحظات                         |
| 2020        | زعزعة السلام                         | أماندا            | أول فلم لها.                    |
| 2021        | وهم                                  | جيليان كالدويل    |                                 |
| التلفاز     |                                      |                   |                                 |
| سنة         | العنوان                              | دور               | ملاحظات                         |
| 2008        | نادي المشاهير: Boot Camp             | نفسها / مدرب      | 11 أبريل 2008                   |
| 2008-2009   | كرة القدم صباحا                      | نفسها / كرة القدم | حلقتان (تلفزيون بريطاني)        |
| 2011        | WWE صعبة بما فيه الكفاية             | نفسها / كيلي كيلي | 16 مايو 2011                    |
| 2011        | السعر صحيح                           | نفسها / كيلي كيلي | 14 يونيو 2011                   |
| 2012        | جوائز اختيار الأطفال لعام 2012       | نفسها / كيلي كيلي | 31 مارس 2012                    |
| 2014        | إصابات الرأس والأصفاد                | نيكي              | الحلقة: "مشهد الحب"             |
| 2015-2017   | WAGS LA                              | نفسها             | الدور الرئيسي (28 حلقة)         |
| 2017        | أيام حياتنا                          | نادلة بالمعلومات  | الحلقة: 30 يناير 2017           |
| 2019        | ربات البيوت الحقيقيات في بيفرلي هيلز | نفسها             | الحلقة: "Fifty Shades of Shade" |

## أسلوب الحياة
تمتلك بلانك علامة نبيذ خاصة بها تسمى B Tasteful بالتعاون مع Smith Devereux Winery. بلانك أيضًا مؤثر في الموضة، حيث يعمل كسفير على Instagram للعلامات التجارية بما في ذلك Fashion Nova و PrettyLittleThing.

## الحياة الشخصية
أثناء التدريب في OVW ، عاشت بلانك في كنتاكي. بعد ذلك، عاشت بلانك في تامبا بولاية فلوريدا قبل أن تنتقل إلى ميامي. ثم عادت للعيش في تامبا عام 2010.
كانت بلانك على علاقة لمدة عامين مع المصارع أندرو "تيست" مارتن، والتي انتهت قبل وفاته في مارس 2009. في عام 2011، التقت بلانك بلاعب هوكي الجليد شيلدون سوراي في حفلة مكسيم ، وبدأ الزوجان في المواعدة. تزوجا في كابو سان لوكاس ، المكسيك في 27 فبراير 2016،  وانقسم الوقت بين لاس فيغاس ولوس أنجلوس. انفصل الزوجان وتقدموا بطلب الطلاق في عام 2017. كانت لديها علاقة قصيرة مع المغني وكاتب الأغاني كول سوينديل في عام 2019، لكنهما انفصلا بعد ثلاثة أشهر من ظهورهما العام الأول في جوائز أكاديمية موسيقى الريف في ذلك العام.
في فبراير 2018، توفي والد بلانك رون. في عام 2019، أسس بلانك مؤسسة خيرية غير ربحية مع د. سميت شون كاربونيل ولوزان أوتي للشفاء من الورم الأرومي الدبقي ، وهو نفس المرض الذي توفي والدها بسببه. الغرض من المؤسسة الخيرية هو بناء الوعي والحلول لسرطان الدماغ.
في 29 مايو 2020، انخرطت بلانك مع لاعب كمال الأجسام جو كوبا في سيدونا ، أريزونا. تزوجا في 9 أبريل 2021 في أوك غلين، كاليفورنيا.

## البطولات والإنجازات
- جوائز أيقونة العمل
  - جائزة Dare2BDifferent (2012) [134]
- بالتيمور صن

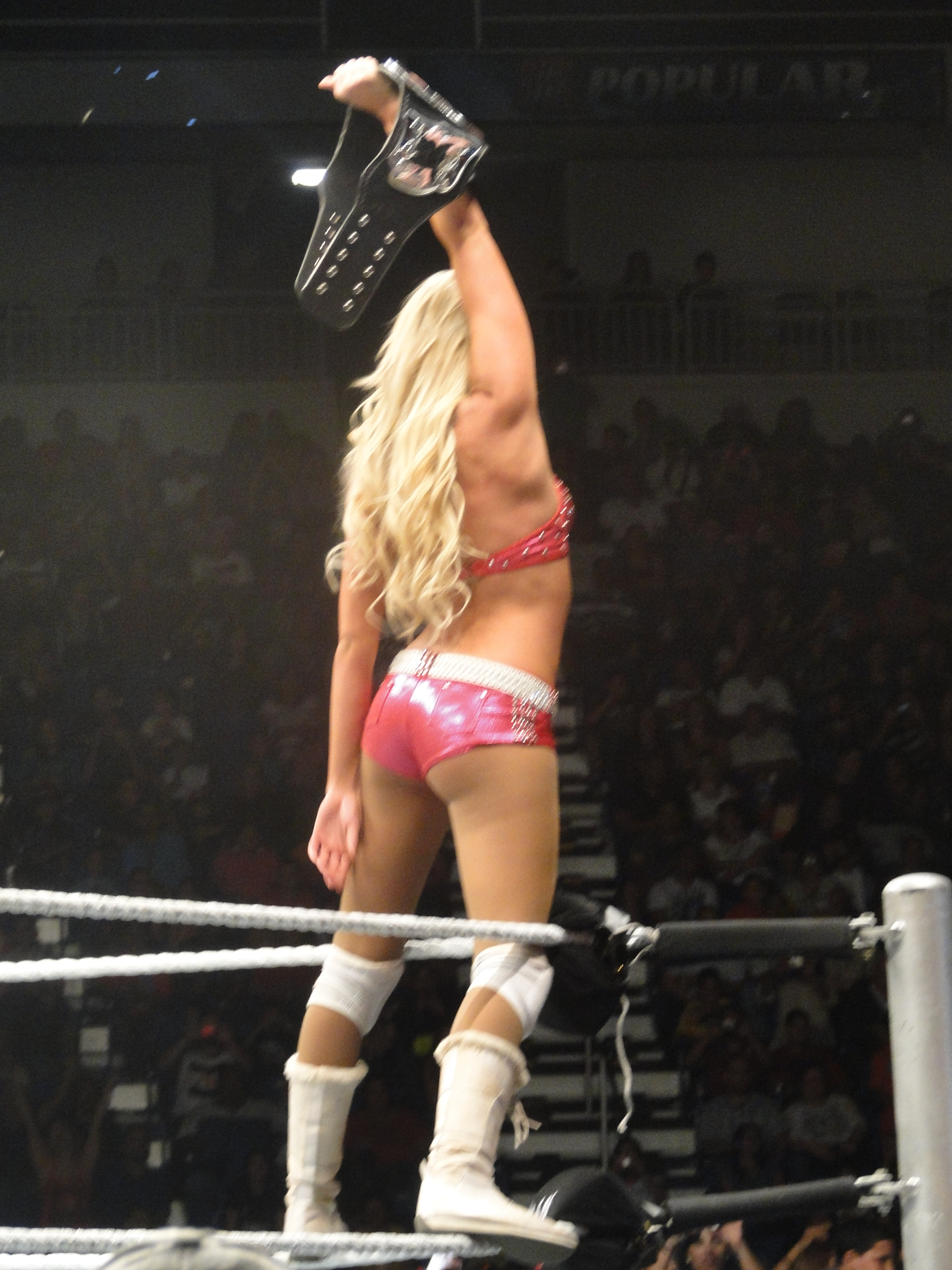
بلانك بطلة للديفاز لمرة واحدة

  - المصارع الأكثر تطورًا لهذا العام (2008) [135]
- مصارعة المحترفين المصور
  - المرتبة رقم 15 من أفضل 50 مصارعة فردية في PWI Female 50 في عام 2011 [136]
- WWE
  - بطولة WWE 24/7 (مرة واحدة) [137]
  - بطولة WWE Divas (مرة واحدة) [138]
  - جائزة سلامي (مرة واحدة)
    - اللحظة أفضل لحظة للديفاز (2011) - Kelly winning the Divas Championship [72]

## جوائز وترشيحات
| سنة  | جائزة                               | فئة          | عمل معين | نتيجة | Ref.    |
| ---- | ----------------------------------- | ------------ | -------- | ----- | ------- |
| 2012 | جوائز اختيار الأطفال من Nickelodeon | مفضل باتكيكر | —        | رُشِّح   | [ 139 ] |